# 春日井市立知多中学校
春日井市立知多中学校（かすがいしりつちたちゅうがっこう）とは愛知県春日井市にある公立中学校の一つである。生徒数は510人（2018年度）。

## 沿革
- 1972年4月1日 - 開校（春日井市立西部中学校より分離）
- 1981年4月1日 - 春日井市立味美中学校を分離。
- 現在は春日井市立山王小学校、春日井市立味美小学校から成っている。

## アクセス
- 名鉄小牧線 味美駅から徒歩で約15分。
- JR中央本線 勝川駅から徒歩で約19分。
- JR東海交通事業城北線 勝川駅から徒歩で約19分。

## 部活動
男子ハンドボール部は夏の全国大会に出場した事がある。
練習試合で四国に遠征した事がある。
女子テニス部も全国大会に出場した。

## 著名な卒業生
- 竹田太郎 - 映画・テレビ・イベント・プロダクトデベロップメント プロデューサー講演会が行われた（2024年）
- 堂上剛裕 - 元プロ野球選手（中日ドラゴンズ・読売ジャイアンツ）
- 堂上直倫 - 元プロ野球選手（中日ドラゴンズ）
- 松井珠理奈  - アイドル・元SKE48